# یازگاژوشچزنا
یازگاژوشچزنا (به لاتین: Jazgarzewszczyzna) یک روستا در لهستان است که در گمینا لشنووولا واقع شده‌است.